# Tapīk Darreh
Tapīk Darreh (persiska: تپیک درّه) är en ort i Iran.   Den ligger i provinsen Östazarbaijan, i den nordvästra delen av landet, 500 km väster om huvudstaden Teheran. Tapīk Darreh ligger 1 520 meter över havet och antalet invånare är 242.
Terrängen runt Tapīk Darreh är kuperad. Runt Tapīk Darreh är det ganska tätbefolkat, med 185 invånare per kvadratkilometer. Närmaste större samhälle är Marāgheh, 19,9 km sydost om Tapīk Darreh. Trakten runt Tapīk Darreh består i huvudsak av gräsmarker.